# Coupe du monde de combiné nordique 1989-1990
Navigation
1988–1989 1990–1991
| \| Saint-Moritz Reit im Winkl Saalfelden Murau Leningrad Štrbské Pleso Lahti Örnsköldsvik Oslo \| Les sites des compétitions. |
| Saint-Moritz Reit im Winkl Saalfelden Murau Leningrad Štrbské Pleso Lahti Örnsköldsvik Oslo                                   |

La Coupe du monde de combiné nordique 1990 :

## Classement final
| Rang | Nom                 | Pays               | Points |
| ---- | ------------------- | ------------------ | ------ |
| 1    | Klaus Sulzenbacher  | Autriche           | 164    |
| 2    | Allar Levandi       | Union soviétique   | 135    |
| 3    | Knut Tore Apeland   | Norvège            | 99     |
| 4    | Fred Børre Lundberg | Norvège            | 94     |
| 5    | Thomas Abratis      | Allemagne de l'Est | 84     |
| 6    | Fabrice Guy         | France             | 81     |
| 7    | Trond Einar Elden   | Norvège            | 78     |
| 8    | Andreï Doundoukov   | Union soviétique   | 53     |
| 9    | Günther Csar        | Autriche           | 49     |
| 10   | Wasilij Sawin       | Union soviétique   | 44     |
| 10   | Hippolyt Kempf      | Suisse             | 44     |

## Calendrier
| Étape         | Date             | Épreuve                             | Vainqueur           | Deuxième            | Troisième           |
| Saint Moritz  |                  |                                     |                     |                     |                     |
| 1.            | 16 décembre 1989 | Gundersen individuel – K94 / 15 km  | Hippolyt Kempf      | Allar Levandi       | Trond-Arne Bredesen |
| Reit im Winkl |                  |                                     |                     |                     |                     |
| 2.            | 6 janvier 1990   | Gundersen individuel – K90 / 15 km  | Klaus Sulzenbacher  | Allar Levandi       | Trond Einar Elden   |
| Saalfelden    |                  |                                     |                     |                     |                     |
| 3.            | 14 janvier 1990  | Gundersen individuel – K85 / 15 km  | Klaus Sulzenbacher  | Fabrice Guy         | Allar Levandi       |
| Murau         |                  |                                     |                     |                     |                     |
| 4.            | 19 janvier 1990  | Gundersen individuel – K85 / 15 km  | Klaus Sulzenbacher  | Fred Børre Lundberg | Fabrice Guy         |
| Leningrad     |                  |                                     |                     |                     |                     |
| 5.            | 10 février 1990  | Gundersen individuel – K88 / 15 km  | Fred Børre Lundberg | Knut Tore Apeland   | Allar Levandi       |
| Štrbské Pleso |                  |                                     |                     |                     |                     |
| 6.            | 17 février 1990  | Gundersen individuel – K88 / 15 km  | Klaus Sulzenbacher  | Allar Levandi       | Knut Tore Apeland   |
| Lahti         |                  |                                     |                     |                     |                     |
| 7.            | 2 mars 1990      | Gundersen individuel – K88 / 15 km  | Knut Tore Apeland   | Allar Levandi       | Klaus Sulzenbacher  |
| Örnsköldsvik  |                  |                                     |                     |                     |                     |
| 8.            | 9 mars 1990      | Gundersen individuel – K82 / 15 km  | Klaus Sulzenbacher  | Fred Børre Lundberg | Allar Levandi       |
| Oslo          |                  |                                     |                     |                     |                     |
| 9.            | 16 mars 1990     | Gundersen individuel – K105 / 15 km | Andrej Dundukov     | Thomas Abratis      | Trond Einar Elden   |